# ジョアン・ロペス・エロ
ジョアネト（Joanet）こと、ジョアン・ロペス・エロ（Joan López Elo 、1999年3月1日 - ）は、スペイン・リェイダ出身のサッカー選手。プリメーラ・ディビシオンRFEF・CEサバデル所属。赤道ギニア代表。ポジションはミッドフィールダー。

## 代表経歴
2019年11月に赤道ギニア代表に初召集された。2021年3月28日にデビューを果たした。

## 人物・エピソード
リェイダにて、スペイン人の父と赤道ギニア人の母との間に生まれた。

## 個人成績

### 代表
2021年3月28日現在
| 赤道ギニア | 赤道ギニア | 赤道ギニア |
| 年         | 出場       | 得点       |
| ---------- | ---------- | ---------- |
| 2021       | 2          | 0          |
| 2022       | 3          | 0          |
| 合計       | 5          | 0          |